# Gymnadenia delphineae
Gymnadenia delphineae är en orkidéart som först beskrevs av M.Gerbaud och Olivier Gerbaud, och fick sitt nu gällande namn av M.Gerbaud och Olivier Gerbaud. Gymnadenia delphineae ingår i släktet brudsporrar, och familjen orkidéer. Inga underarter finns listade i Catalogue of Life.